# Gaudeamus (veletrh)
Veletrh Gaudeamus propaguje především vysokoškolské vzdělávání v Česku a na Slovensku, částečně se zaměřuje i na celoživotní vzdělávání, pomaturitní studium  a studium v zahraničí. Odehrává se každoročně v Brně (od roku 1994), v Praze (od roku 2008) a Nitře (od roku 2013). Jedná se o jednu ze stěžejních akcí v oblasti pomaturitního vzdělávání s dlouholetou tradicí.[zdroj?]

## Gaudeamus Brno
Brněnský Gaudeamus probíhá v areálu brněnského výstaviště v pavilonu G. Své univerzity a vysoké školy a vyšší odborné školy zde prezentuje většina soukromých a veřejných institucí působících v terciárním vzdělávání[zdroj?], lze si zjistit informace i o studiu v jazykových školách či na zahraničních univerzitách. Představují se zde i poradenské instituce zaměřující se na oblasti vzdělávání. 
Mezi hlavní návštěvníky patří studenti maturitních ročníků, středoškolští pedagogové i výchovní poradci. Veletrh svou koncepcí oslovuje i zájemce o celoživotní vzdělávání a současné vysokoškoláky.

## Pedagogické centrum
Během konání veletrhu zde funguje i Pedagogické centrum, které nabízí především středoškolským vyučujícím sérii přednášek, seminářů a konzultací odborníků z univerzit, MŠMT a dalších institucí.

## Historie veletrhu
V roce 1994 proběhl první ročník veletrhu vzdělávání v budově Domu techniky Brno. Veletrh navštívilo 17 000 návštěvníků během tří dnů. Kvůli velkému zájmu veřejnosti byl třetí ročník veletrhu přesunut z Domu techniky do pavilonu H na brněnském výstavišti a trval pro veřejnost čtyři dny. Kvůli větším prostorám veletrh navštívilo celkem 21.500 návštěvníků,téměř 800 odborníků z řad učitelů, pedagogických poradců a pracovníků úřadů práce.[zdroj?]
Od pátého ročníku se veletrhu zúčastňovali i zahraniční vystavovatelé. Z celkového počtu čtyřiceti vystavovatelů bylo 5 zahraničních ze Slovenska, Německa a Irska. Osmý ročník veletrhu se uskutečnil kvůli velkému zájmu v novém pavilonu G2 na brněnském výstavišti. Poté, co vstoupilo v roce 2004 Česko do Evropské unie, se začalo veletrhu účastnit podstatně více zahraničních vystavovatelů. Dvanáctého ročníku se zúčastnilo již  13 zahraničních vystavovatelů prezentují školy z Austrálie, Rakouska, Španělska, Německa, Anglie, Holandska a Slovenska. V roce 2008 se uskutečnil první ročník veletrhu Gaudeamus Praha v Křižíkově pavilonu E na Výstavišti Praha. Od roku 2015 se koná v PVA Expo Praha Letňany.[zdroj?]